# Pardosa pacata
Pardosa pacata este o specie de păianjeni din genul Pardosa, familia Lycosidae, descrisă de Fox, 1937.
Este endemică în Hong Kong. Conform Catalogue of Life specia Pardosa pacata nu are subspecii cunoscute.